# Carme Valero Omedes
Carme Valero Omedes (Castellseràs, 4 d'octubre de 1955 - Sabadell, 2 de gener de 2024) fou una atleta catalano-aragonesa especialitzada en curses de mig fons i fons. És considerada una pionera de l'atletisme català i espanyol i la millor atleta catalana de la història.

## Trajectòria
Aragonesa de naixement, amb la família i de ben jove anà a viure a Cerdanyola. S'inicià en l'atletisme de la mà de Josep Molins l'any 1969 a la Joventut Atlètica de Sabadell, per la qual cosa la família es va establir a Sabadell. També competí pel Club Natació Barcelona i l'Agrupació Esportiva Marathon. Fou campiona d'Espanya juvenil de cros (1970, 1971). En categoria absoluta guanyà vuit campionats d'Espanya i set de Catalunya de camp a través. En pista guanyà quinze campionats d'Espanya i vuit de Catalunya, en proves que van des dels 800 metres fins als 5.000 m llisos. També fou campiona de Catalunya i Espanya en pista coberta. Fou plusmarquista catalana i espanyola dels 800 m, els 1.500 m i els 3.000 m.
Els seus majors èxits arribaren al Mundial de Cros, on guanyà la medalla de bronze l'any 1975. Es proclamà campiona les dues edicions següents, de manera que va esdevenir la primera atleta de l'Estat espanyol que es va proclamar campiona del món. Participà en els Jocs Olímpics de Mont-real de 1976 i als campionats d'Europa dels anys 1974 i 1978. Un cop retirada, va ser directiva de la Federació Espanyola d'Atletisme i vicepresidenta del Club Natació Sabadell (2003-11).
Com a homenatge pòstum, el Consell Superior d'Esports anuncià que el Centre d'Alt Rendiment de Madrid duria el seu nom i l'Ajuntament de Sabadell acordà, en el Ple municipal del març de 2024, d'aprovar el nom de Pista Coberta d'Atletisme de Catalunya - Carme Valero Omedes per a l'equipament que ja existia a la ciutat. El 22 de juliol de 2024, el Ple municipal va aprovar la concessió, a títol pòstum, de la Medalla de la Ciutat de Sabadell al Mèrit Esportiu a Carme Valero Omedes.

## Palmarès
Campionats del Món
- 2 medalles d'or al Campionat del Món de cros: 1976, 1977
- 1 medalles de bronze al Campionat del Món de cros: 1975

Campionat de Catalunya
- 7 Campionats de Catalunya de cros: 1972, 1973, 1974, 1975, 1976, 1978, 1981
- 2 Campionats de Catalunya en 3.000 m llisos: 1975, 1980
- 5 Campionats de Catalunya en 1.500 m llisos: 1972, 1974, 1975, 1977, 1985
- 1 Campionat de Catalunya 800 m llisos: 1974

Campionat d'Espanya
- 8 Campionats d'Espanya de cros: 1973, 1974, 1975, 1976, 1977, 1978, 1981, 1986
- 1 Campionat d'Espanya en 5.000 m llisos: 1986
- 4 Campionats d'Espanya en 3.000 m llisos: 1974, 1975, 1976, 1978
- 7 Campionats d'Espanya en 1.500 m llisos: 1972, 1973, 1974, 1975, 1976, 1977, 1978
- 3 Campionats d'Espanya en 800 m llisos: 1974, 1975, 1976

## Premis i reconeixements
- 2003 - Medalla de l'esport de la Generalitat de Catalunya
- 1973 - Medalla de plata al mèrit esportiu del Consejo Superior de Deportes, millor esportista espanyola
- 1975 - Medalla de plata al mèrit esportiu del Consejo Superior de Deportes, millor esportista espanyola
- 1976 - Medalla de plata al mèrit esportiu del Consejo Superior de Deportes, millor esportista espanyola
- 1977 - Medalla de plata al mèrit esportiu del Consejo Superior de Deportes, millor esportista espanyola
- Millor atleta espanyola del segle XX per l'Associació Espanyola d'Estadístics d'Atletisme[1]
- 2024 - Medalla de la Ciutat al Mèrit Esportiu de Sabadell[16]